# Androsace medifissa
Androsace medifissa là một loài thực vật có hoa trong họ Anh thảo. Loài này được Y.L.Chen & Y.C.Yang mô tả khoa học đầu tiên năm 1986.